# Bitwa pod Słuckiem (1920)

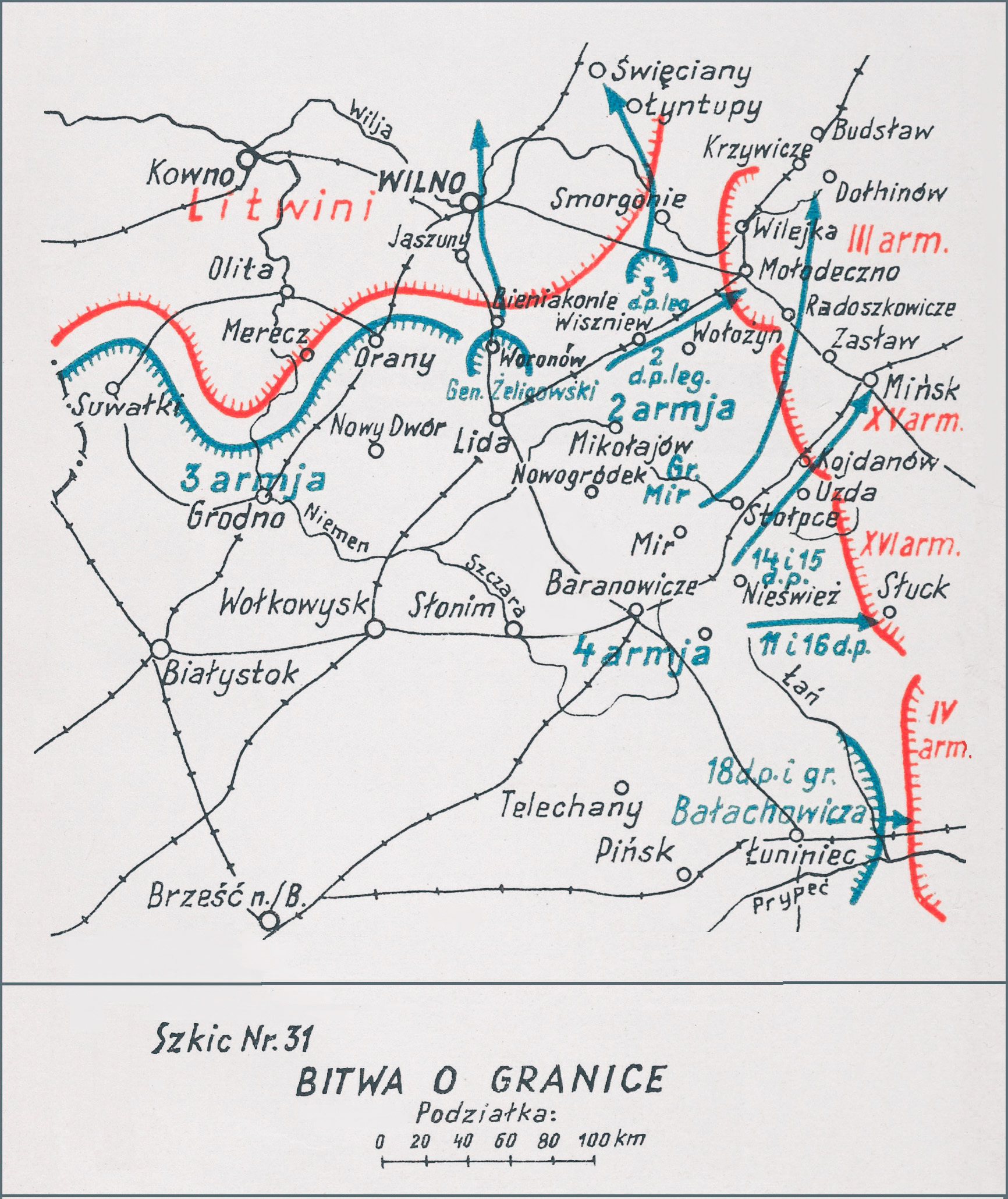
Adam Przybylski
Wojna polska 1918–1921

Bitwa pod Słuckiem – walki polskiej 11 Dywizji Piechoty płk. Albina Jasińskiego z sowiecką 48 Dywizją Strzelców w czasie ofensywy jesiennej 1920 wojsk polskich w okresie wojny polsko-bolszewickiej.

## Sytuacja ogólna
Po wielkiej bitwie nad Wisłą, Naczelne Dowództwo Wojska Polskiego zreorganizowało struktury wojskowe; zlikwidowało między innymi dowództwa frontów i rozformowało 1. i 5. Armię. Na froncie przeciwsowieckim rozwinięte zostały 2., 3., 4. i 6. Armia.
10 września, na odprawie w Brześciu ścisłych dowództw 2. i 4 Armii, marszałek Józef Piłsudski nakreślił zarys planu nowej bitwy z wojskami Frontu Zachodniego Michaiła Tuchaczewskiego. Rozpoczęły się prace sztabowe nad planem bitwy niemeńskiej.
Toczona w dniach 20–28 września operacja zakończyła się dużym sukcesem militarnym Wojska Polskiego.
Jeszcze w nocy z 25 na 26 września sztab Naczelnego Wodza przygotował dokumenty do kolejnej fazy operacji. Jej celem było wykonanie manewru okrążającego i ostateczne pobicie wojsk sowieckiego Frontu Zachodniego.
W zasadzie rozegrany w dniach 28–29 września bój pod Lidą był zakończeniem kolejnego etapu walk. Bezpośrednio po nim polskie dywizje przystąpiły do pościgu za pobitym nieprzyjacielem. Pościg ten objął rozległy front od Niemna na północy, aż po Prypeć na południu.
Z 2 Armii gen. Edwarda Śmigłego-Rydza wydzielono grupę pościgową „Mir” pod dowództwem pułkownika Stefana Dęba-Biernackiego w składzie: 1 Dywizja Piechoty Legionów oraz 2. i 4 Brygada Jazdy, która przekroczywszy Niemen na południowy wschód od Lidy, parła przez Nowogródek ku linii kolejowej Baranowicze – Mińsk, starając się zepchnąć sowiecką 15 Armię Augusta Korka i resztki 3 Armii Władimira Łazariewicza z drogi odwrotu na Mińsk.
Polska 4 Armia gen. Leonarda Skierskiego parła czołowo i spychała 15 Armię na Mińsk i 16 Armię Nikołaja Sołłohuba na Słuck.
Grupa generała Franciszka Krajowskiego w składzie 18 Dywizja Piechoty i grupa Bałachowicza szła od Pińska przez Łuniniec ku rzece Łań, odrzucając stojące przed nią oddziały sowieckiej 4 Armii Aleksandra Szuwajewa.
Osiągnięta w pościgu 9 października przez polską 4 Armię linia frontu biegła wzdłuż rzeki Łań (grupa gen. Krajowskiego), przez Kleck i Nieśwież (11. i 16 Dywizja Piechoty) do Niemna pod Stołpcami (14. i 15 Dywizja Piechoty).
Wobec mającego nastąpić wkrótce rozejmu, wojska polskie dążyły do zajęcia korzystnej linii frontu.

## Walki pod Słuckiem
10 października XXI Brygada Piechoty otrzymała rozkaz opanowania Słucka, a dzień później przystąpiła do wykonania zadania.
Dowódca brygady przyjął następujące ugrupowanie:
- pierwsza kolumna pod dowództwem mjr. Janowskiego w składzie: II batalion 32 pułku piechoty, oddział sztabowy, pluton artylerii i pluton jazdy mjr. Janowskiego miała uderzyć na miasto od północy,
- druga kolumna pod dowództwem ppłk. Neumana w składzie: III batalion 32 pułku piechoty, I i II bataliony 47 pułku piechoty i trzy baterie artylerii nacierała od południa szosą słucką,
- odwód brygady stanowił I batalion 32 pułku piechoty.

Polacy zaskoczyli załogę Słucka i opanowali miasto niemal bez walki. Następnego dnia Sowieci kontratakowali. Natarcie sowieckiego 431 pułku strzelców, wspierane przez trzy samochody pancerne, zostało załamane w ogniu polskich karabinów maszynowych.
Wówczas dowódca sowieckiej 48 Dywizji Strzelców skoncentrował w Prusach i Młyńsku wszystkie swoje oddziały i 13 września całością sił powtórnie uderzył, próbując opanować szosę słucką i odciąć XXI Brygadę Piechoty od pozostałych oddziałów 11 Dywizji Piechoty.
Na pomoc walczącej w Słucku XXI BP dowódca 11 Dywizji Piechoty wprowadził do walki XXII Brygadę Piechoty płk. Łukowskiego. Ta uderzyła na oddziały sowieckiej 48 DS od północy i w rezultacie walk trwających do 17 października Sowieci zostali spod Słucka wyparci.